# Mi calle es Nueva York
«Mi calle es Nueva York» es la novena canción del disco Cometas por el cielo del grupo donostiarra La Oreja de Van Gogh. Fue compuesta por Xabi San Martín y Pablo Benegas. Se estrenó el 7 de septiembre de 2011 en Del 40 al 1.

Esta es una de esas canciones que trasmiten alegría y positivismo, de una forma directa, sin dobles sentidos. Pensamos que en la música no todo es reflexión y profundidad y este tipo de canciones también pueden llegar a tus emociones por otros caminos. 
Curiosamente entró en el disco en la repesca y se ha convertido en una de las canciones que más os han gustado de Cometas por el cielo. Hubiera sido un gran error dejarla fuera, pero acertamos.
La Oreja de Van Gogh

- Datos: Q6012403